# 1993 HL5
1993 HL5 är en asteroid i huvudbältet som upptäcktes den 23 april 1993 av det nyzeeländska astronomparet Pamela M. Kilmartin och Alan C. Gilmore vid Mount John University Observatory.
Asteroiden har en diameter på ungefär 12 kilometer och den tillhör asteroidgruppen Themis.